# Andrew V. McLaglen
Andrew Victor McLaglen (ur. 28 lipca 1920 w Londynie, zm. 30 sierpnia 2014 w Friday Harbor) – amerykański reżyser filmowy i telewizyjny pochodzenia brytyjskiego. Syn brytyjskiego aktora, laureata Oscara Victora McLaglena.
McLaglen zapisał się w historii kina głównie jako twórca tzw. filmów „klasy B”; najczęściej były to westerny. Kilkakrotnie realizował kontynuacje wielkich filmowych przebojów; takich jak m.in.: Żelazny krzyż (1977; reż. Sam Peckinpah) – sequel Steiner – Żelazny krzyż 2 (1979), Parszywa dwunastka (1967; reż. Robert Aldrich) – sequel Parszywa dwunastka 2 (1985), Most na rzece Kwai (1957; reż. David Lean) – sequal Powrót znad rzeki Kwai (1988). Zasłynął także jako reżyser kilku westernów z Johnem Wayne’em w roli głównej. Były to: McLintock! (1963), Niezwyciężeni (1969), Chisum (1970), Synowie szeryfa (1973).

## Życie prywatne
Pierwszą żoną reżysera była amerykańska aktorka Veda Ann Borg. Byli małżeństwem w latach 1946–1958; związek zakończył się rozwodem. Mieli syna Andrew (ur. 1954, zm. 2006). Z drugiego małżeństwa McLaglen miał jeszcze dwoje dzieci; syna Josha i córkę Mary.

## Filmografia
- McLintock! (1963)
- Shenandoah (1965)
- Szlachetna rasa (1966)
- Zachodni szlak (1967)
- Ujarzmić piekło (1968)
- Bandolero! (1968)
- Niezwyciężeni (1969)
- Chisum (1970)
- Synowie szeryfa (1973)
- Pojedynek po latach (1976)
- Dzikie gęsi (1978)
- Steiner – Żelazny krzyż 2 (1979)
- Akcja na Morzu Północnym (1979)
- Wilki morskie (1980)
- Sahara (1983)
- Parszywa dwunastka 2 (1985)
- Powrót znad rzeki Kwai (1988)